# Eiterbach

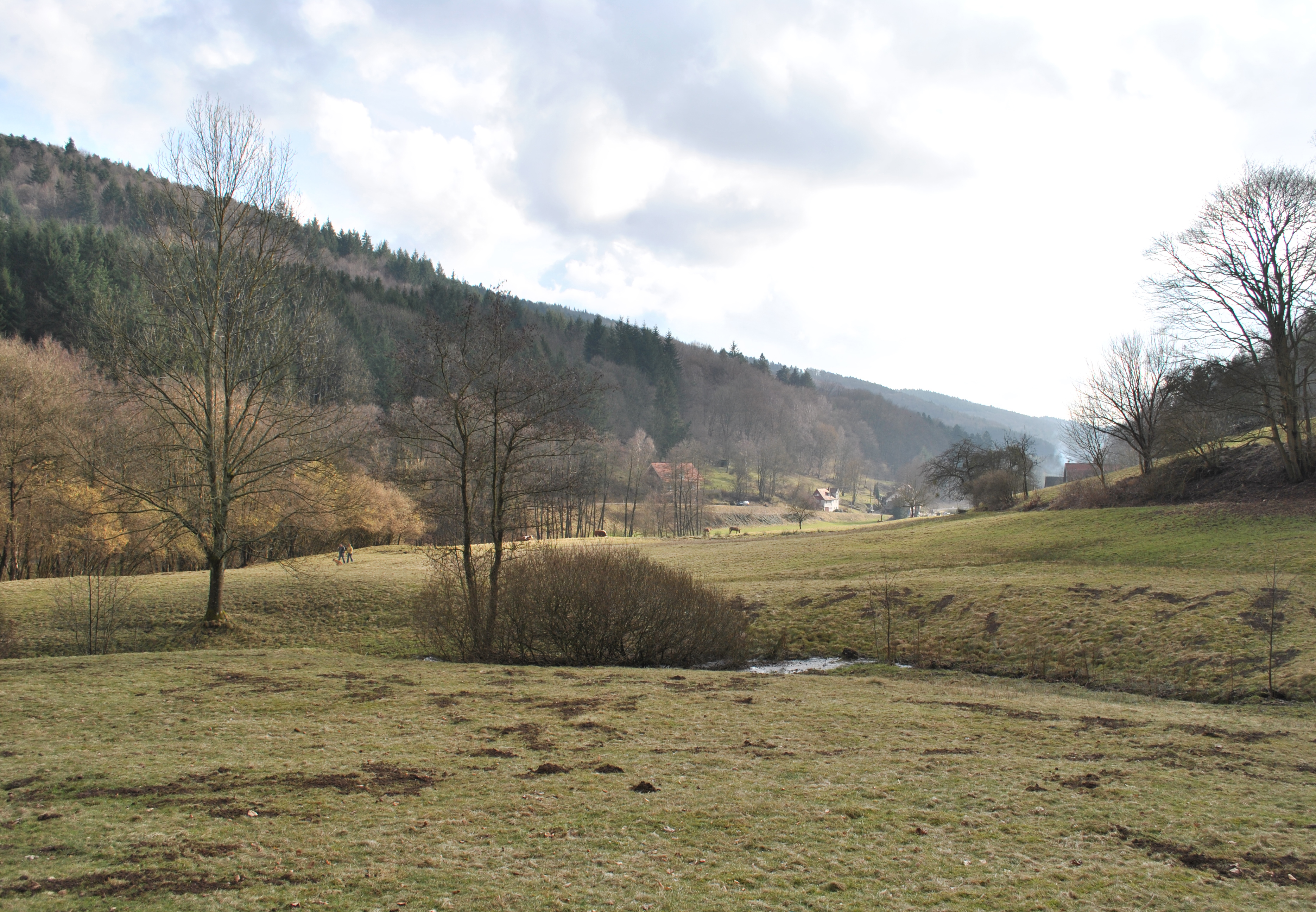
Nördliches Ende des Eiterbachtals

Eiterbach ist ein Ortsteil der Odenwald-Gemeinde Heiligkreuzsteinach im baden-württembergischen Rhein-Neckar-Kreis. Es zieht sich als dünner Siedlungsfaden längs des Bachlaufes des Eiterbachs und reicht im Norden an die Landesgrenze zu Hessen.

## Geschichte

Das Wappen von Eiterbach 1898–1935

Während der Hauptort der heutigen Gemeinde unter dem Namen Heilecrutzsteina erstmals 1293 erwähnt wurde, legte man Eiterbach, damals Eyterbach, unter der Herrschaft Waldeck 1316 an. Die beiden Siedlungen wurden durch die Herren von Hirschberg-Strahlenberg, die Besitzer der Herrschaft Waldeck, angelegt. Der Name Eiterbach stammt vermutlich von der alten mit Euter zusammenhängenden, im Odenwald bei der Itter nochmals wiederkehrenden Gewässerbezeichnung. Eiterbach hatte deutlich den in der ganzen „Kellerei Waldeck“ bevorzugten Charakter einer Einzelhofreihe, mit unregelmäßigen blockförmigen Grundstücken und Wald im Gemeinschaftsbesitz der Hofbauern. Der Boden, worauf Eiterbach besiedelt wurde, gehörte zum Bistum Worms.
Die später pfälzische Kellerei Waldeck bildete eine eigene Zehnt. Die Einwohner der Kellerei waren dem Schloss Waldeck fronpflichtig. Eiterbach hatte die Verwaltung von 44 Morgen Waldecker Schlosswald und musste Brennholz ins Schloss liefern. Wegen der dabei gereichten Verpflegung für die Fröner waren diese Dienste sehr gefragt und entsprechend unrentabel. Sie wurden im 18. Jh. durch eine Abgabe, den Fronhafer, ersetzt.
In der Frühzeit der Industrialisierung ist nur Heiligkreuzsteinach etwas gewachsen, während die Entwicklung in Eiterbach stagnierte. Die Sonderrechte von Eiterbach, das bis dato einen eigenen Stabhalter und eigenes Vermögen hatte, fielen 1935. Zuvor hatte Eiterbach ab 1828 mehrmals vergeblich versucht, ebenfalls Selbstständigkeit zu erlangen. Auch nach 1945 kämpfte der Ort nochmals um seine alten Rechte.
Der Anschluss an das Stromnetz besteht im Ort seit 1927, 14 Jahre später als in Heiligkreuzsteinach. Eine Müllabfuhr wurde 1964 eingerichtet.
Eiterbach besaß seit 1747 eine eigene reformierte Schule und erhielt 1828 erstmals ein Schulhaus. Das heutige noch bestehende Eiterbacher Schulhaus stammt von 1910. Im Mai 1965 wurden in Eiterbach 136 Schüler in vier Klassen durch vier Lehrkräfte unterrichtet. Die hohe Schülerzahl erklärt sich durch das ehemalige Schülerheim „Pestalozzi“, ein vom Eiterbacher Schulleiter 1954 gegründetes Internat für Volksschüler. Die Schule wurde später geschlossen und die Schüler in die Grundschule nach Heiligkreuzsteinach geschickt.

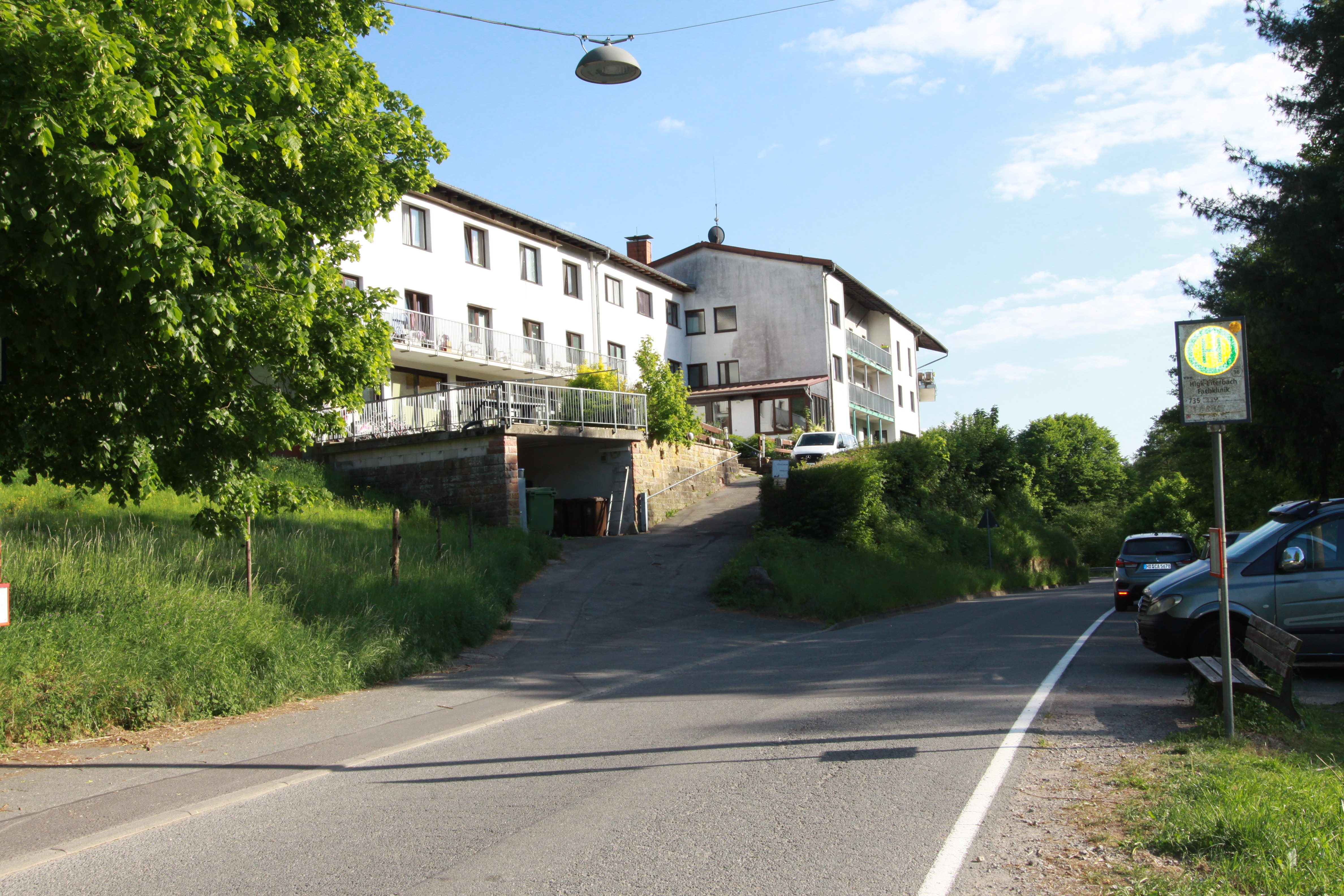
Die ehemalige Klinik (2025)

Nach Schließung des Internats wurde in das Gebäude 1983 eine Entzugsklinik für Suchtpatienten eingerichtet. Diese wurde Ende Oktober 2019, nach 36 Jahren geschlossen. Es gab Pläne für einen Abriss des Gebäudes um ein Neubaugebiet auf dessen Grundstück zu errichten. Jedoch stoppten die Besitzer die Baupläne Anfang 2022 vorzeitig, nachdem eine Flüchtlingsunterkunft für Geflüchtete aus der Ukraine eingerichtet worden war.
Einwohnerentwicklung
| Jahr      | 1577 | 1612 | 1727 | 1777 | 1818 | 1834 | 1852 | 1875 | 1905 | 1950 | 1961 | 1993 | 2014 | 2022 |
| --------- | ---- | ---- | ---- | ---- | ---- | ---- | ---- | ---- | ---- | ---- | ---- | ---- | ---- | ---- |
| Einwohner | 90   | 85   | 103  | 153  | 159  | 233  | 287  | 314  | 288  | 305  | 374  | 682  | 596  | 567  |

## Sehenswürdigkeiten
Nördlich von Eiterbach liegt am Rande eines ausgedehnten Bergwaldgebietes um die Stiefelhöhe an deren östlichem Abhang in einem kleinen Seitental die romanische Kirchruine und Wallfahrtsstätte St. Maria in Lichtenklingen. Ein Parkplatz am Ende der nördlichen Sackstraße ins Tal, bereits in Hessen, erschließt diese und das Naturschutzgebiet in der Aue.